# Praon capitophori
Praon capitophori är en stekelart som beskrevs av Hajimu Takada 1968. Praon capitophori ingår i släktet Praon och familjen bracksteklar. Inga underarter finns listade i Catalogue of Life.